# Paradoja de Epiménides

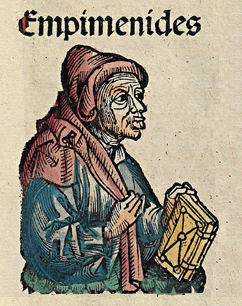
Imagen de Epiménides (Crónicas de Núremberg)

La paradoja de Epiménides es una forma de la paradoja del mentiroso relacionada con la filosofía y la lógica. Pertenece al grupo de las paradojas falsídicas, ya que aparenta autocontradecirse si se sigue un razonamiento, pero se puede mostrar que dicho razonamiento no es correcto.

## Formulación

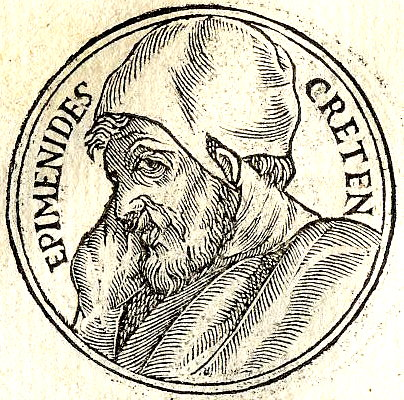
Insignia e ícono de Epiménides,

Epiménides fue un legendario poeta y filósofo del siglo VI a. C. a quien se le atribuye haber estado dormido durante cincuenta y siete años aunque Plutarco afirma que solo fueron cincuenta.
Se atribuye a Epiménides haber afirmado:
Todos los cretenses son unos mentirosos.
Sabiendo que él mismo era cretense, ¿decía Epiménides la verdad?
La paradoja de Epiménides, también puede sintetizarse en <Miento. Hablo.> Así lo propone Michel Foucault en El pensamiento del afuera. En este sentido, la ficción tal como se la conoce también queda a prueba.

## Origen de la frase
Epiménides fue un filósofo y profeta religioso del siglo VI a. C. que, en contra del sentimiento general de Creta, propuso que Zeus era inmortal, como en la siguiente poesía:

Hicieron una tumba para ti, ¡oh sagrado y alto! ¡Los cretenses, siempre mentirosos, bestias malvadas, vientres ociosos!
 Pero tú no estás muerto: vives y permaneces por siempre,
 Porque en ti vivimos y nos movemos y tenemos nuestro ser.
Epiménides, Cretica

Negar la inmortalidad de Zeus, entonces, fue la mentira de los cretenses.
La frase "Cretenses, siempre mentirosos" fue citada por el poeta Calímaco en su "Himno a Zeus", con la misma intención teológica que Epimenides:

Oh, Zeus, algunos dicen que naciste en las colinas de Ida; 
 Otros, Oh Zeus, dicen que en Arcadia; 
 ¿Mintieron estos o esos, oh Padre? - “Los cretenses siempre son mentirosos”. 
 Sí, una tumba, oh Señor, los cretenses construyeron; 
 Pero tú no moriste, porque eres eterno para siempre.
Calímaco, Himno a Zeus

La inconsistencia lógica de un cretense al afirmar que todos los cretenses son siempre mentirosos, puede no haber sido advertida ni por Epiménides, ni por Calímaco, quienes usaron la frase para enfatizar su afirmación de la inmortalidad de Zeus, sin ironía.
En el siglo I d. C., la cita fue mencionada por Pablo de Tarso como la palabra de "uno de sus profetas" Para ilustrar el comportamiento de los cretenses y los falsos maestros que existían ante la instauración de la iglesia primitiva. Pablo remarca así, la importancia del encargo que le es hecho a Tito (ver capítulo 1 de la Epístola a Tito).

Uno de los profetas de Creta lo ha dicho: "Los cretenses siempre son mentirosos, bestias malvadas, vientres ociosos". Seguramente ha dicho la verdad. Por esta razón, deben ser corregidos con severidad, para que puedan ser firmes en la fe en lugar de prestar atención a las fábulas judías y los mandamientos de las personas que le dan la espalda a la verdad.
Epístola a Tito, 1:12–14

Clemente de Alejandría, a finales del siglo II d. C., al referirse a este pasaje, no indica que exista un problema interpretativo debido a una paradoja lógica en las palabras de Epiménides:

En su epístola a Tito, Pablo de Tarso quiere advertir a Tito que los cretenses no creen en la única verdad del cristianismo, porque "los cretenses siempre son mentirosos". El apóstol Pablo cita a Epiménides.
Stromata 1.14

A principios del siglo IV, Agustín de Hipona reafirma la paradoja del mentiroso estrechamente relacionada en "Contra los académicos" (III.13.29), pero sin mencionar a Epiménides.»
En la Edad Media, se estudiaron muchas formas de la paradoja del mentiroso bajo el encabezado de insolubilia, pero estas no se asociaron explícitamente con Epiménides.»
Finalmente, en 1740, en el segundo volumen de Dictionnaire Historique et Critique, Pierre Bayle conecta explícitamente a Epiménides con la paradoja, aunque Bayle califica la paradoja de "sofisma".
La paradoja de Epiménides ha sido discutida recientemente desde múltiples puntos de vista. El más relevante ha sido el análisis semántico de la paradoja.